# Aeroportul Municipal Rockwood
Aeroportul Municipal Rockwood (IATA: RKW, ICAO: KRKW, FAA LID: RKW) este un aeroport din Tennessee, Statele Unite ale Americii ce deservește zona Rockwood.
Situat la o altitudine de 507 m, aeroportul dispune de 1 pistă.

## Infrastructură

### Piste
Aeroportul dispune de o singură pistă. Pista 04/22 are suprafața de asfalt și dimensiunile 5.000 picioare × 100 picioare. 